# Decimus Carfulenus
Decimus Carfulenus (Appianosznál Carsuleius, ? – Kr. e. 43. április 20.) római politikus, katonatiszt. Julius Caesar seregében szolgált a Kr. e. 47-es alexandriai háború idején, ahol igen tehetséges katonának mutatkozott. Kr. e. 44-ben, Caesar halálának évében tribunus volt. A dictator meggyilkolása után a republikánusok oldalára állt, ezért november 28-án nagy ellenfele, Marcus Antonius consul kizáratta a senatusból. A következő évben részt vett a mutinai háborúban, mint Caius Vibius Pansa consul tisztje. A Forum Gallorum-i csata során az általa vezetett katonák zömmel visszavonultak, míg felettesének csapatai hatalmas veszteségeket szenvedtek, és maga Pansa is megsebesült. Carfulenus a mutinai csatában veszett oda április 20-án.